# Haliris fischeriana
Haliris fischeriana är en musselart som först beskrevs av Dall 1881.  Haliris fischeriana ingår i släktet Haliris och familjen Verticordiidae. Inga underarter finns listade i Catalogue of Life.